# Список Героев Украины/С
В настоящем списке в алфавитном порядке представлены люди, получившие почётное звание Герой Украины, чьи фамилии начинаются с буквы «С».
- Список содержит информацию о дате указа присвоения почётного звания, роде деятельности награждённых и годах их жизни.

## Список людей, фамилии которых начинаются с «С»
| №  | Фамилия, Имя Отчество                 | Дата Указа | Деятельность | Годы жизни              |
| -- | ------------------------------------- | ---------- | --- | ----------------------- |
| 1  | Саблук, Пётр Трофимович               | 16.11.2004 | Директор Национального научного центра «Институт аграрной экономики» Украинской академии аграрных наук, доктор экономических наук, академик УААН, Киев | род. 22.06.1941         |
| 2  | Владимир (Сабодан Виктор Маркианович) | 09.07.2011 | Предстоятель Украинской Православной Церкви, митрополит Киевский и всея Украины                                                                        | 23.11.1935 - 05.07.2014 |
| 3  | Савчук, Евгений Герасимович           | 19.08.2009 | Генеральный директор — художественный руководитель Национальной заслуженной академической капеллы Украины «Думка», Киев                                | род. 10.02.1947         |
| 4  | Сацкий, Виталий Антонович             | 28.01.1999 | Глава правления ОАО «Запорожский металлургический комбинат „Запорожсталь“ имени С. Орджоникидзе»                                                       | 22.04.1930 - 26.10.2017 |
| 5  | Сикорский, Михаил Иванович            | 11.03.2005 | Генеральный директор Национального историко-этнографического заповедника «Переяслав», Киевская область                                                 | 13.10.1923 - 27.09.2011 |
| 6  | Силецкий, Виктор Петрович             | 12.11.2003 | Директор агрофирмы-совхоза «Белозёрский», Херсонская область                                                                                           | 07.01.1950 - 21.12.2018 |
| 7  | Силин, Олесь Афанасьевич              | 30.12.2005 | Общественный и культурный деятель, Киев | 09.10.1913—12.04.2007   |
| 8  | Симоненко, Валентин Константинович    | 03.12.2009 | Председатель Счётной Палаты Украины | род. 04.07.1940         |
| 9  | Симчич, Мирослав Васильевич           | 14.10.2022 | Деятель украинского националистического движения, сотник УПА, политический заключённый                                                                 | 05.01.1923 - 18.01.2023 |
| 10 | Синяков, Виктор Михайлович            | 12.11.2003 | Сталевар акционерного общества «Запорожский металлургический комбинат „Запорожсталь“»                                                                  | род. 26.08.1956         |
| 11 | Сичевой, Владимир Иванович            | 08.05.1999 | Первый заместитель генерального директора «Производственное объединение „Южный машиностроительный завод“ имени А. М. Макарова», Днепропетровск         | 10.05.1929—30.07.2005   |
| 12 | Скопенко, Виктор Васильевич           | 14.09.1999 | Ректор Киевского национального университета имени Тараса Шевченко, доктор химических наук, академик НАН Украины и АПН Украины, Киев                    | 18.12.1935—05.07.2010   |
| 13 | Скорик, Мирослав Михайлович           | 20.08.2008 | Композитор, заведующий кафедрой Львовской национальной музыкальной академии имени Н. В. Лысенко, народный артист Украины                               | 13.07.1938—01.06.2020   |
| 14 | Скударь, Георгий Маркович             | 23.09.1999 | Глава правления, генеральный директор акционерного общества «Новокраматорский машиностроительный завод», Донецкая область                              | род. 18.07.1942         |
| 15 | Смирнов, Виктор Сергеевич             | 19.10.2004 | Многократный чемпион и призер Паралимпийских игр по плаванию, Донецк                                                                                   | род. 02.08.1986         |
| 16 | Соловьяненко, Анатолий Борисович      | 03.07.2008 | Народный артист Украины (посмертно) | 25.09.1932—29.07.1999   |
| 17 | Солтус, Павел Станиславович           | 23.08.2001 | Забойщик на отбойных молотках шахты имени В. И. Ленина, Донецкая область                                                                               | род. 19.02.1962         |
| 18 | Сподаренко, Иван Васильевич           | 23.01.2006 | Народный депутат Украины, председатель редакционного совета газеты «Сельские вести», Киев                                                              | 23.01.1931—17.12.2009   |
| 19 | Станкович, Евгений Фёдорович          | 22.01.2009 | Композитор, Председатель правления Национального союза композиторов Украины, Киев                                                                      | род. 16.09.1942         |
| 20 | Сташис, Владимир Владимирович         | 01.11.2006 | Первый проректор Национальной юридической академии Украины имени Ярослава Мудрого, академик Академии правовых наук Украины, профессор, Харьков         | 10.07.1925—02.11.2011   |
| 21 | Стельмах, Владимир Семёнович          | 21.08.2007 | Председатель Национального банка Украины | род. 18.01.1939         |
| 22 | Стефюк, Мария Юрьевна                 | 03.07.2008 | Солистка оперы, Народная артистка Украины | род. 16.07.1948         |
| 23 | Стребко, Станислав Кириллович         | 21.08.1999 | Начальник Ильичевского морского торгового порта, Одесская область                                                                                      | 28.02.1937—28.07.2008   |
| 24 | Стус, Василий Семёнович               | 26.11.2005 | Поэт, правозащитник (посмертно) | 08.01.1938—04.09.1985   |
| 25 | Сургай, Николай Сафонович             | 20.11.2003 | Директор Государственного научно-исследовательского, проектно-конструкторского и проектного института угольной промышленности «УкрНИИпроект», Киев     | 20.11.1933—26.12.2009   |
| 26 | Сушкевич, Валерий Михайлович          | 13.10.2008 | Народный депутат Украины, Президент Национального комитета спорта инвалидов Украины                                                                    | род. 14.06.1954         |
| 27 | Сушко, Лука Григорьевич               | 27.10.1999 | Генерал-майор в отставке, Киев | 16.10.1919—11.09.2011   |